# Акбет
Акбет — самая высокая горная вершина Баянаульских гор (1022 м). 
Гора имеет сглаженные очертания, пологие склоны покрыты преимущественно сосновыми лесами, северная сторона покрыта сосновыми рощами. Акбет сложен твёрдыми породами (гранитами, кварцитами, сланцами). На западном склоне находится ущелье Ведьм, где много родников. У подножия северного склона горы Акбет располагается озеро Торайгыр.